# Великая Охта
Великая Охта (устар. Вохта) — река в России, протекает по Республике Коми, Архангельской области. Устье реки находится в 140 км по левому берегу реки Виледь. Длина реки составляет 113 км, площадь водосборного бассейна — 1140 км².
Высота устья — 84 м над уровнем моря. Высота истока — 156 м над уровнем моря.
Основное направление течения — север. Вохта вытекает из болот на севере Прилузского района Республики Коми. Наиболее крупные притоки — Кортъю, Улом, река принимает в среднем течении. Входит в пределы Вилегодского района Архангельской области у п. Широкий Прилук. В нижнем течении на реке расположен куст деревень Фоминского сельского поселения, в том числе и сам посёлок Фоминский.

## Притоки
(км от устья)
- Денисовка
- 31 км: Соргиль (лв)
- 47 км: Лундюга (пр)
- Безымянка (лв)
- Ягорка (лв)
- Досчаник (пр)
- 75 км: Улом (пр)
- 80 км: Кортъю (пр)
- 85 км: Малая Охта (лв)
- Веприха (лв)
- Солониха (лв)

## Населённые пункты
- п. Широкий Прилук
- п. Фоминский
- д. Пысья
- д. Фоминская
- д. Стафоровская

## Данные водного реестра
По данным государственного водного реестра России относится к Двинско-Печорскому бассейновому округу, водохозяйственный участок реки — Вычегда от города Сыктывкар и до устья, речной подбассейн реки — Вычегда. Речной бассейн реки — Северная Двина.
Код объекта в государственном водном реестре — 03020200212103000024587.

### Карты
- Лист карты P-39-XXV,XXVI Визиндор. Масштаб: 1 : 200 000. Издание 1968 г.
- Лист карты P-39-97,98 Фоминский. Масштаб: 1 : 100 000. Указать дату выпуска/состояния местности.